# Élio Adriano Marulino
Públio Élio Adriano Marulino (c. 31 - 91; em latim: Publius Aelius Hadrianus Marullinus), conhecido apenas por Élio Marulino, foi um senador romano de status pretoriano do século I d.C. de origem hispânica. Foi o avô do imperador romano Adriano.

## Família
Marulino nasceu numa rica e aristocrática família da gens Élia. Não se sabe quem foi sua mãe, mas seu pai era o senador Públio Élio Adriano Marulino, nome que também compartilhava com o avô e bisavô.
Os ancestrais paternos de Marulino eram originalmente de Piceno (modernas Marche e Abruzos, na Itália). Eles eram centuriões que participaram das Guerras Púnicas como aliados do general romano Cipião Africano. Por volta de 205 a.C., no final da Segunda Guerra Púnica, eles se mudaram para Itálica (perto da moderna Sevilha), uma das principais cidades da província da Hispânia Bética.
O bisavô de Marulino chegou à posição de senador na época que Otaviano (o futuro imperador Augusto) era membro do Segundo Triunvirato (entre 43 e 33 a.C.) e foi o primeiro membro da família a chegar ao Senado. Não se conhecem as circunstâncias pelas quais ele caiu nas graças de Otaviano, mas Marulino (o bisavô) foi um dos poucos romanos oriundos das províncias a serem admitidos no Senado por ele.

## História
Marulino nasce e foi criado em Itálica, mas visitou Roma diversas vezes. Ele se casou com uma nobre hispânica chamada Úlpia, irmã do general e senador romano Marco Úlpio Trajano e pai biológico do imperador Trajano. O casal teve pelo menos um filho, Públio Élio Adriano Afer, um distinto político e soldado romano. Ele se casou com Domícia Paulina e teve também dois filhos, Élia Paulina (75-130) e Élio Adriano (76-138). Adriano foi adotado por seu primo em segundo grau Trajano e se tornou seu sucessor no trono imperial.
Ele era conhecido por praticar a astrologia e teria predito que seu neto um dia governaria o Império Romano.
O segundo filho adotivo e sucessor de Adriano, Antonino Pio, assumiu o nome de Aelius Hadrianus como parte de seu nome quando assumiu o trono e o sexto filho do imperador Marco Aurélio com Faustina, a Jovem, se chamava Hadrianus.